# EBS Kids
EBS kids（韓語：EBS 키즈）是韓國教育廣播公司旗下的一个以播放儿童节目为主的付费有線电视频道。

## 历史
- 2012年7月2日，改称EBS u。
- 2018年1月1日，改称EBS kids。

## 播放节目

### 动画片
- 《瓢蟲少女》
- 《和啵樂樂一起唱歌吧》
- 《小企鹅宝露露》
- 《唧唧喳喳》
- 《Poli波力》
- 《美術探險隊》
- 《萌鸡小队》
- 《叢林生存》
- 《小巴士TAYO》

### 儿童互动节目
- 《放屁大王嘣嘣》
- 《叮咚當幼兒園》
- 《聚集吧 叮咚當》

### 动画电视剧
- 《親本》